# Conrad Wolfram

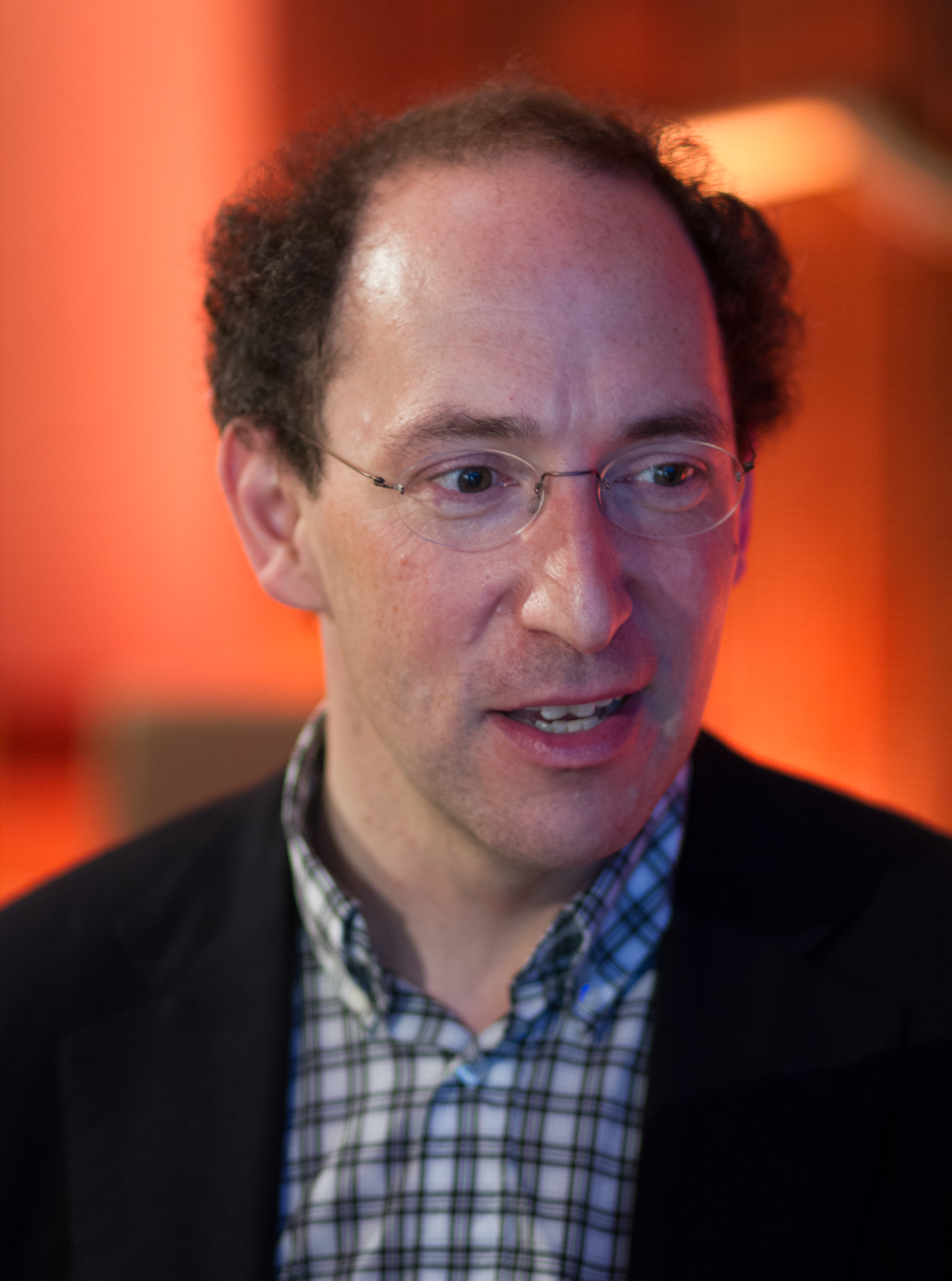
Conrad Wolfram auf dem WISE 2012

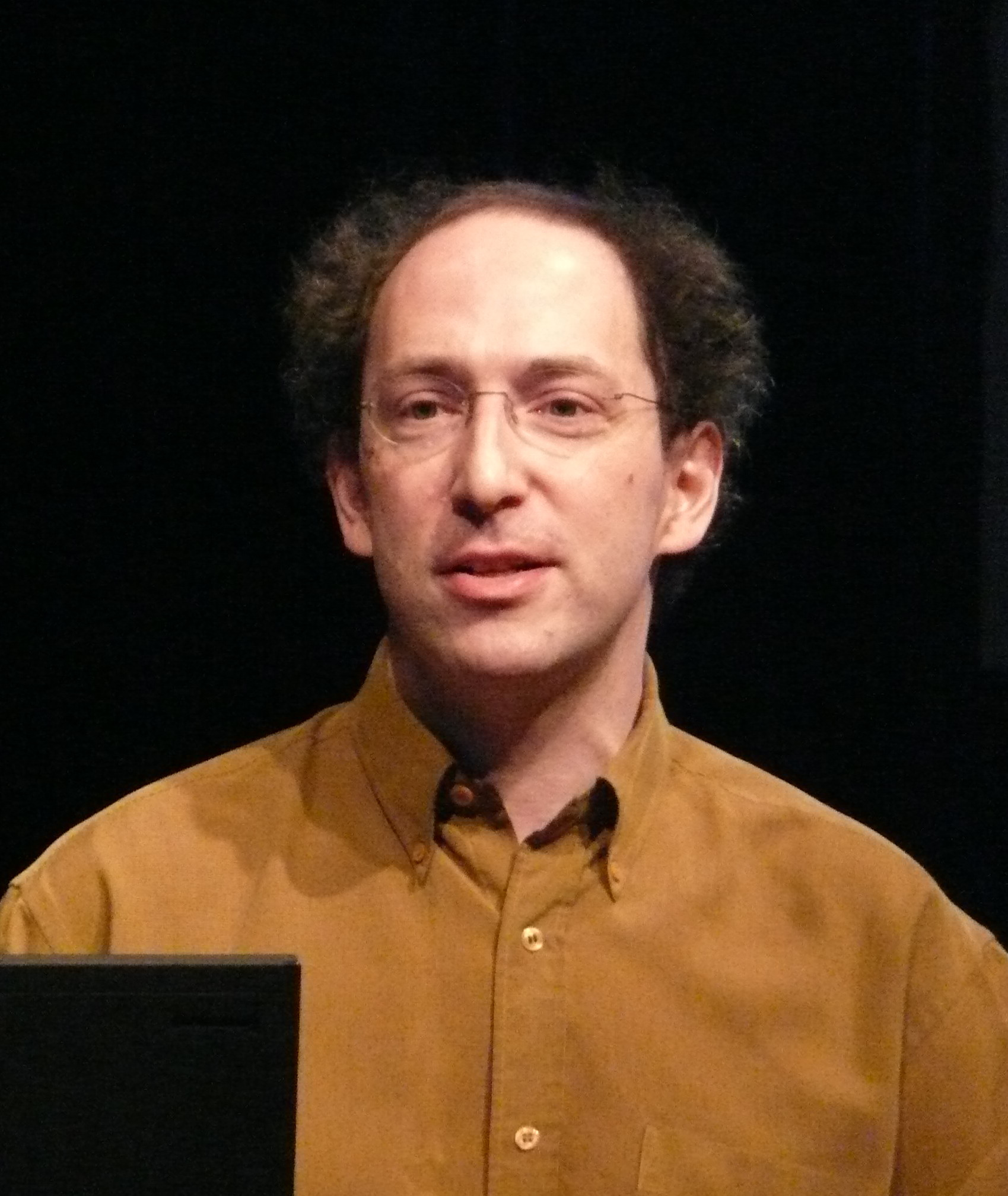
Conrad Wolfram, bei einem Vortrag zu Wolfram Alpha auf der transmediale 2010

Conrad Wolfram (* 10. Juni 1970 in Oxford, England) ist ein britischer Mathematiker, Softwareentwickler und Unternehmer. Für die von seinem Bruder 1987 gegründete und geführte Firma Wolfram Research arbeitet er seit 1996 als Strategic and International Director und als Geschäftsführer der von ihm mitbegründeten Unternehmenstochter in Großbritannien.
Er war an der Entwicklung des mathematisch-naturwissenschaftlichen Programmpakets Mathematica maßgeblich beteiligt und gilt als Erfinder der Suchmaschine Wolfram Alpha. Darüber hinaus setzt er sich seit einigen Jahren verstärkt für das Projekt „Computer-Based Math“ ein, mit dem er die Abkehr von der bisherigen Form des Mathematikunterrichts an Schulen und Universitäten und die Einführung einer zentral auf die Programmierung ausgerichteten Lehre fordert.

## Leben und Wirken
Conrads Vater Hugo Wolfram war ein Textilhersteller und Romanautor. Seine Mutter Sybil Wolfram war Professorin für Philosophie an der University of Oxford. Sein älterer Bruder ist Stephen Wolfram.
Conrad Wolfram besuchte zunächst die Dragon School und das Eton College und schloss sein Studium in Naturwissenschaften und Mathematik am Pembroke College Cambridge mit einem Master-Titel ab. Erste Schritte im Programmieren machte er auf einem BBC Micro. Im
Anschluss daran arbeitete er mit seinem Bruder Stephen an „Mathematica“, einem universellen Computer-Werkzeugkasten für mathematische Modelle, das sich bald zu einem Standardwerkzeug für Wissenschaftler und Mathematiker entwickelte. Als 1991 die von Stephen begründete amerikanische Gesellschaft Wolfram Research Inc. nach Europa expandierte, wurde Conrad Wolfram Mitgründer von Wolfram Research Europe Ltd. in Großbritannien und übernahm die Verantwortung als ihr Geschäftsführer.
Seine zentrale Aufgabe ab 2005 war die Entwicklung der Such- und Wissensmaschine Wolfram Alpha, deren öffentlich zugängliches Webportal im Jahr 2009 live geschaltet wurde. Im Rahmen dieser Verantwortung bzw. als Strategic and International Director bei Wolfram Research wurde ihm auch die Tochter Wolfram Research Asia Ltd. in Japan und Wolfram Research South America in Peru unterstellt.
Conrad Wolfram setzte schon früh auf die Erweiterung von Mathematica, über die Funktionen eines Computeralgebrasystems hinaus, zu einer Entwicklungs- und Deployment-Engine und regte damit eine stärkere Automatisierung innerhalb des Systems und die erweiterte Technologie der „Mathematica Media Player“-Familie und „webMathematica“ an. Außerdem beschäftigte er sich intensiv mit interaktiven Publikationen. Eine entsprechende Technologie stellte er im Jahr 2011 als Computable Document Format bzw. CDF vor. Es sei ein erklärtes Ziel, dass neue Anwendungsprogramme für interaktive Inhalte bald genauso alltäglich und geläufig werden, wie aktuelle Textverarbeitungs- oder Dokument-Betrachtungsprogramme für die bisher üblichen digitalen Formate.

## Reform des Mathematikunterrichts
Conrad Wolfram gilt als prominentester Befürworter und Sprecher der „Computer-Based Math“, einer Initiative zur Neugestaltung des Mathematikunterrichts unter größerer Einbeziehung der Informationstechnologie. Im Jahr 2010 gründete er die Projekt-Webseite „computerbasedmath.org“ und tritt gegenüber den für Bildung zuständigen Behörden und Institutionen öffentlich für ein Umdenken ein. Bereits im Jahr 2009 war er als Sprecher auf der TEDx-Konferenz im europäischen Parlament aufgetreten. Auf der TED Global 2010-Konferenz sprach er sich erneut dafür aus, dass die Mathematik praxisbezogener und konzeptueller, dafür weniger mechanisch sein sollte und dass die computergestützte Berechnung lediglich das Mittel zum Zweck der Mathematik sei. Die britische Zeitschrift The Observer führte ihn 2012 auf dem elften Platz einer von ihr veröffentlichten Liste von Radikalen, der „Britain’s 50 New Radicals“. Im Februar 2013 kündigte die inzwischen weltweit aktive Bewegung an, dass Estland der erste Partner zur Einführung eines völlig neu gestalteten STEM-Curriculums sei, also landesweit in den MINT-Fächern eine an den Vorschlägen der Computer-Based Math orientierte Prüfung einführen werde.
Im August 2012 fungierte er als Jurymitglied beim Festival of Code, organisiert von der gemeinnützigen Organisation Young Rewired State 2012. Außerdem ist Conrad Wolfram Mitglied des Informatik-Beirats des King’s College in London und sitzt im fachlichen Beirat der Online-Unterrichtsplattform Flooved.